# Never Say Never (Lied)
Never Say Never ist der Titelsong des gleichnamigen zweiten Studioalbum der US-amerikanischen Sängerin Brandy.

## Geschichte
Er wurde im Frühling 2000 als Single im deutschsprachigen Europa als Doppel-A-Seite mit dem Song U Don’t Know Me (Like U Used To) veröffentlicht. Der Contemporary R&B-Song ist von Brandy Norwood, Rodney Jerkins, Isaac Phillips, Paris Davis und Sean Bryant geschrieben und von Darkchild produziert worden.
Im Text geht es darum, niemals nie zu sagen, da sich in der Vergangenheit gezeigt hat, dass es bezüglich Beziehungen fatal sein kann dies auszusprechen (Textauszug: There were times when we thought that You and me could never be together. That's why we should have never "Never said never").